# Беретич, Игор
И́гор Бере́тич (серб. Игор Беретић / Igor Beretić; 31 мая 1981, Нови-Сад) — сербский югославский пловец, выступал за национальные сборные Югославии, Сербии и Черногории по плаванию на всём протяжении 2000-х годов. Участник летних Олимпийских игр в Афинах, участник чемпионатов Европы и мира, победитель и призёр многих первенств национального значения.

## Биография
Игор Беретич родился 31 мая 1981 года в городе Нови-Саде Южно-Бачского округа Югославии. Активно заниматься плаванием начал с раннего детства, проходил подготовку в местном спортивном клубе «Воеводина». Специализировался в плавании на спине.
В 1998 году вошёл в основной состав югославской национальной сборной и дебютировал на международной арене. В 2001 году принимал участие в открытом первенстве Словении и в чемпионате Европы на короткой воде в Антверпене. В следующем сезоне стартовал на европейском первенстве в Берлине и в 25-метровом бассейне на первенстве мира в Москве. В 2003 году в числе прочего соревновался на чемпионате Европы на короткой воде в Дублине. 
Благодаря череде удачных выступлений Беретич удостоился права защищать честь страны на летних Олимпийских играх 2004 года в Афинах — в плавании на 100 метров на спине стартовал во втором предварительном заплыве на седьмой дорожке и, показав время 59,38 секунды, занял седьмое место и не сумел пробиться в полуфинальную стадию. В итоговом протоколе соревнований расположился на 40 строке.
После афинской Олимпиады Игор Беретич остался в основном составе плавательной команды Сербии и Черногории, продолжив принимать участие в крупнейших международных соревнованиях. Так, в 2005 году он побывал на летней Универсиаде в Измире и на Средиземноморских играх в Альмерии. Неоднократно побеждал на первенствах сербско-черногорского союзного государства, становился победителем первенств Сербии. Оставался действующим спортсменом вплоть до сезона 2009 года, после чего ушёл из большого плавания.
В настоящее время — преподаватель Факультета спорта и туризма (TIMS), тренер плавательного клуба «Воеводина» и председатель экспертного совета Союза плавания Сербии. Учился в начальной школе «Коста Трифкович» в районе Ротквария и нови-садской гимназии «Йован Йованович-Змай», получил докторскую степень на факультете спорта и физического воспитания Нови-Садского университета. С августа 2017 года по декабрь 2021 года работал главным тренером в национальной сборной, отвечал за подготовку Уроша Николича, Себастьяна Сабо и Чабы Силадьи.